# Harsdorf
Harsdorf är en kommun och ort i Landkreis Kulmbach i Regierungsbezirk Oberfranken i förbundslandet Bayern i Tyskland.
Kommunen ingår i kommunalförbundet Trebgast tillsammans med kommunerna Ködnitz och Trebgast.